# Voile-aviron
 (février 2019).
Si vous disposez d'ouvrages ou d'articles de référence ou si vous connaissez des sites web de qualité traitant du thème abordé ici, merci de compléter l'article en donnant les références utiles à sa vérifiabilité et en les liant à la section « Notes et références ».
Un bateau de type voile-aviron, est une embarcation souvent de petite taille dont les modes de propulsion sont la voile et l'aviron. Ce type prend sa source dans un certain nombre de bateaux traditionnels de travail (doris) ou de servitude (yole, canot), et connait un regain d’intérêt aujourd'hui dans la navigation de plaisance. Ce type est représenté en France par la Fédération Voile-Aviron (FVA).

## Description du type
Une embarcation de cette catégorie est légère et transportable, de type ancien ou moderne, et utilise la voile ou l'aviron comme moyen de propulsion. Certaines sont plus optimisées pour l'un ou l'autre.

## Historique

### Époque ancienne
Avant l'invention du moteur, les bateaux étaient propulsés par la voile ou la force humaine. L'utilisation des avirons étant, pas essence, plus facile sur des embarcations légères pour de nombreux usages, de petites embarcations de ce type ont été construites, par exemple:
- Les doris, bateaux à fond plat pour une à 2 personnes, utilisés pour la pêche sur les bancs de Terre-Neuve.
- Les yoles, canots, ou chaloupes, bateaux de liaison entre les navires militaires, à plusieurs bancs de nage.
- Les færings, embarcations traditionnelles scandinaves.
- Les pinasses, autrefois dépourvues de moteur.
- Les  Delaware duckers, canots ouverts voile-avirons, est très populaire aux États-Unis sur le fleuve Delaware dans les années 1870.

### Époque moderne
Le renouveau de ce type de bateau pour la petite plaisance démarre avec la création de la revue "Chasse-marée", en 1981. Le concept est un bateau extrêmement polyvalent, utilisable seul ou à plusieurs, en mer ou en rivière, et transportable assez facilement sur une remorque ou sur le toit d'une voiture. De plus sa petite taille le rend très adapté à la construction amateur, ce qui rend ce type de bateau très accessible. De plus, la propagation des images sur internet a beaucoup aidé à sa popularisation.
Il est l'objet d'un grand nombre de fêtes maritimes, dont la Semaine du Golfe, qui a rassemblé en 2017 plus de 150 embarcations de ce type.
D'une yole de 1796 se sont inspirées les actuelles yoles de Bantry comme Fraternité.
De nombreux architectes modernes proposent des plans, ainsi le Skerry, dessiné par l'architecte naval américain John C. Harris ou les modèles proposés par l'architecte français François Vivier.
Ce genre de constructions a créé un mouvement appelant à naviguer légèrement, facilement et peu cher, emmené par des personnes comme Roger Barnes, président de l'association Dinghy Cruising Association (DCA)